# ドナルドのピーナッツ売り
『ドナルドのピーナッツ売り』（ドナルドのピーナッツうり、原題：The Flying Squirrel）は、ウォルト・ディズニー・プロダクション（現：ウォルト・ディズニー・カンパニー）が製作した1954年11月12日公開のアニメーション短編映画作品。ドナルドダック・シリーズの第116作である。

## あらすじ
公園でピーナッツ売りをするドナルドに騙されたムササビはピーナッツを奪おうとするが・・・。

## スタッフ
- 製作：ウォルト・ディズニー
- 監督：ジャック・ハンナ
- 脚本：ニック・ジョージ、ロイ・ウィリアムズ
- 音楽：オリバー・ウォレス
- 美術：エール・グレイシー
- 背景：レイ・ハッフィン
- 原画：ボブ・チャールソン、ビル・ジャスティス、ヴォルス・ジョーンズ

## キャスト
| キャラクター   | 原語版               | 旧吹き替え版 | 新吹き替え版 |
| -------------- | -------------------- | ------------ | ------------ |
| ドナルドダック | クラレンス・ナッシュ | 関時男       | 山寺宏一     |
| ナレーター     | -                    | 江原正士     | -            |

## 日本での公開

### 収録
- 「ゆかいな仲間たちドナルドのにぎやかバースデー」

1. ↑  「キネマ旬報年鑑 昭和36・37年版」国立国会図書館デジタルコレクション